# San Martín de la Falamosa
San Martín de la Falamosa es una localidad española que forma parte del municipio de Las Omañas, en la provincia de León, comunidad autónoma de Castilla y León.
Se encuentra a una altitud de 1060 metros y la población más cercana es la del pueblo de Las Omañas, sede del ayuntamiento, a 1,5 km de distancia. Pueblo bañado por las aguas del río Omaña.
Hay construcciones representativas de su historia tales como una casona solariega, un castillo y una antigua iglesia. Del castillo, también conocido como Castillo de Aguilar,  solo quedan las ruinas, restos de canto unidos con argamasa. Durante la Edad Media fue sede de la Mandación de Omaña y perteneció a la familia de los Quiñones. Situado estratégicamente, se trata de una fortaleza que defendía el valle del Omaña.
En cuanto a la iglesia, de la que ya hay constancia en manuscritos del año 841, tiene elementos constructivos del arte románico y cuenta con un archivo donde se conserva la historia del municipio.

## Geografía

### Ubicación
| Noroeste: La Utrera                | Norte: Adrados de Ordás | Noreste: Villarrodrigo de Ordás |
| Oeste: Escuredo                    |                         | Este: Espinosa de la Ribera     |
| Suroeste Villaviciosa de la Ribera | Sur: Las Omañas         | Sureste: Las Omañas             |

## Demografía
Evolución de la población
| Gráfica de evolución demográfica de San Martín de la Falamosa entre 2000 y 2017 |
|                                                                                 |
| Población de derecho (2000-2017) según el padrón municipal del INE              |